# ザ・スピリット・オブ・デルタ
ザ・スピリット・オブ・デルタ（英語: The Spirit of Delta）は、かつてデルタ航空が保有していたボーイング767-200の機体である。機体記号はN102DA。

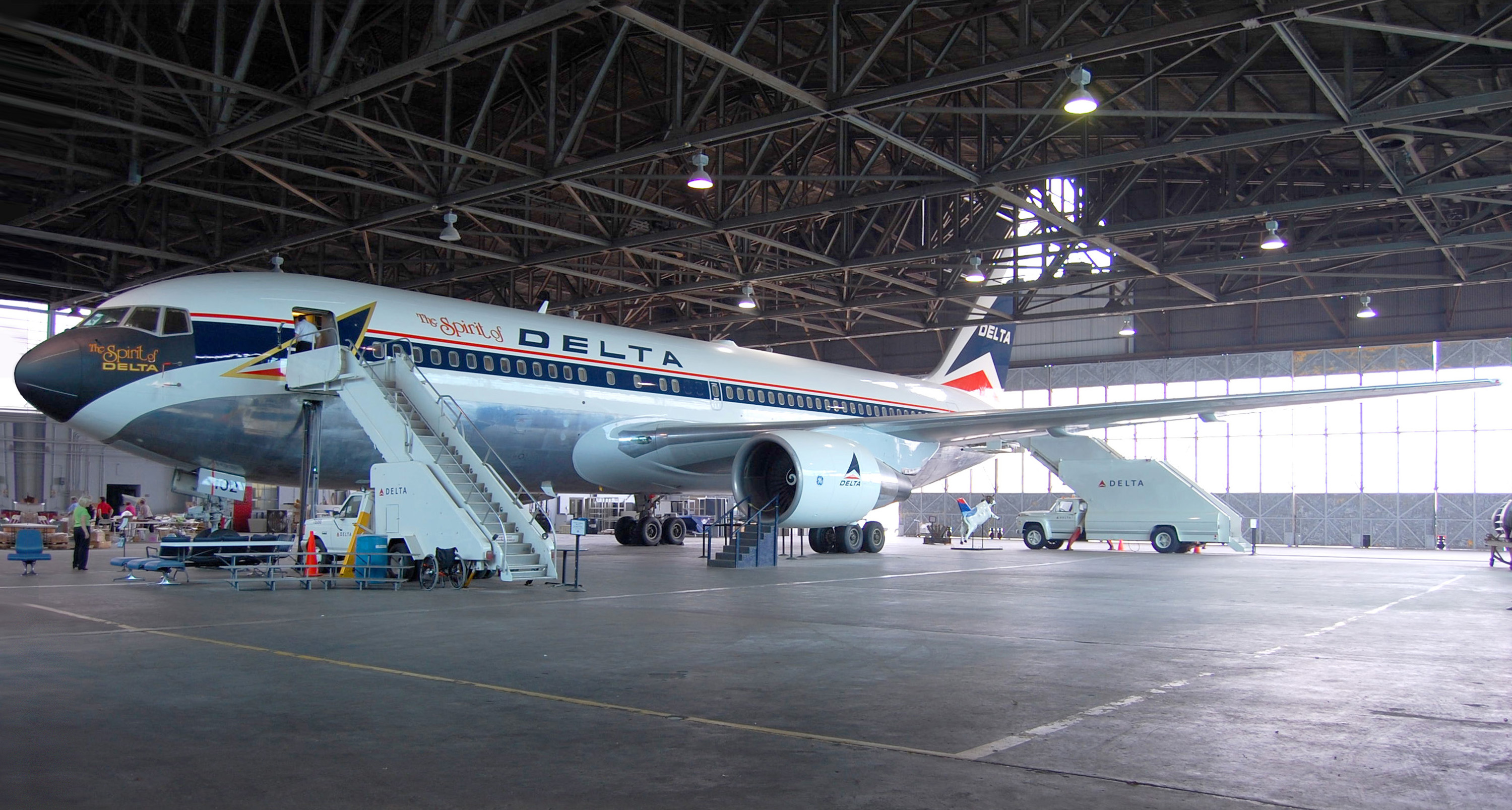
デルタ航空博物館にて展示されているボーイング767-200「ザ・スピリット・オブ・デルタ」

## 概要
1982年、アメリカの航空業界は景気の悪化や高止まりする燃油料金などの影響で厳しい時代を迎えており、35年連続で黒字経営を続けていたデルタ航空も1,700万ドルの赤字に転落した。そんな中、苦境に陥っていた同社を救うべく、デルタ航空の3人の社員が「プロジェクト767」と称する募金活動を始めた。この募金活動は18,000人以上の社員が年収の2.5%を自主的に減額し拠出することで参加した他、退職者も賛同・支援し、計3000万ドルが集まった。この資金を利用して、デルタ航空が当時導入する予定だったボーイング767-200を購入し、同年12月15日、デルタ航空に寄贈された。この機体は「ザ・スピリット・オブ・デルタ」と名付けられた。
同機は2006年に退役し、同年2月21日から3月6日にかけて12空港を巡る引退ツアーを実施した後、同年5月にデルタ航空博物館に展示された。現在は機内を改造し、歴代のユニフォームやゆかりの品などの展示スペースとなっている。